# ДАРТ
ДАРТ — колишня українська авіакомпанія із штаб-квартирою в Києві. Основний аеропорт — Міжнародний аеропорт «Київ» (Жуляни).. Авіакомпанія припинила свою діяльність у квітні 2018 року

## Історія
Авіакомпанія ДАРТ була заснована в 1997 році. Вона пропонує регулярні і чартерні рейси з перевезення пасажирів і вантажів, а також оренду повітряних суден.
У листопаді 2016 року ДАРТ розширила свою діяльність шляхом додавання одного літака Boeing 737-300 до свого флоту.
Через продаж американських літаків компаніям, які перебувають під санкціями США, авіакомпанія Хорс у вересні 2017 року також опинилась під санкціями. Авіакомпанія відкидає ці звинувачення.
Мінюст США вніс зареєстровану в Україні авіакомпанію "Дарт" до санкційного списку за співпрацю з Іраном.

## Напрями
ДАРТ виконувала регулярні і чартерні рейси за такими напрямами:
Албанія
- Тирана — Міжнародний аеропорт Тирани

Грузія
- Тбілісі — Міжнародний аеропорт «Тбілісі»

Греція
- Афіни — Міжнародний аеропорт «Елефтеріос Венізелос»

Італія
- Болонья — Bologna Guglielmo Marconi Airport сезонний (починаючи із 2 червня 2017)

Україна
- Київ — Міжнародний аеропорт «Київ» базовий
- Одеса — Міжнародний аеропорт «Одеса» сезонний чартер[8]

Чорногорія
- Тіват — Tivat сезонний чартер[9]

## Флот

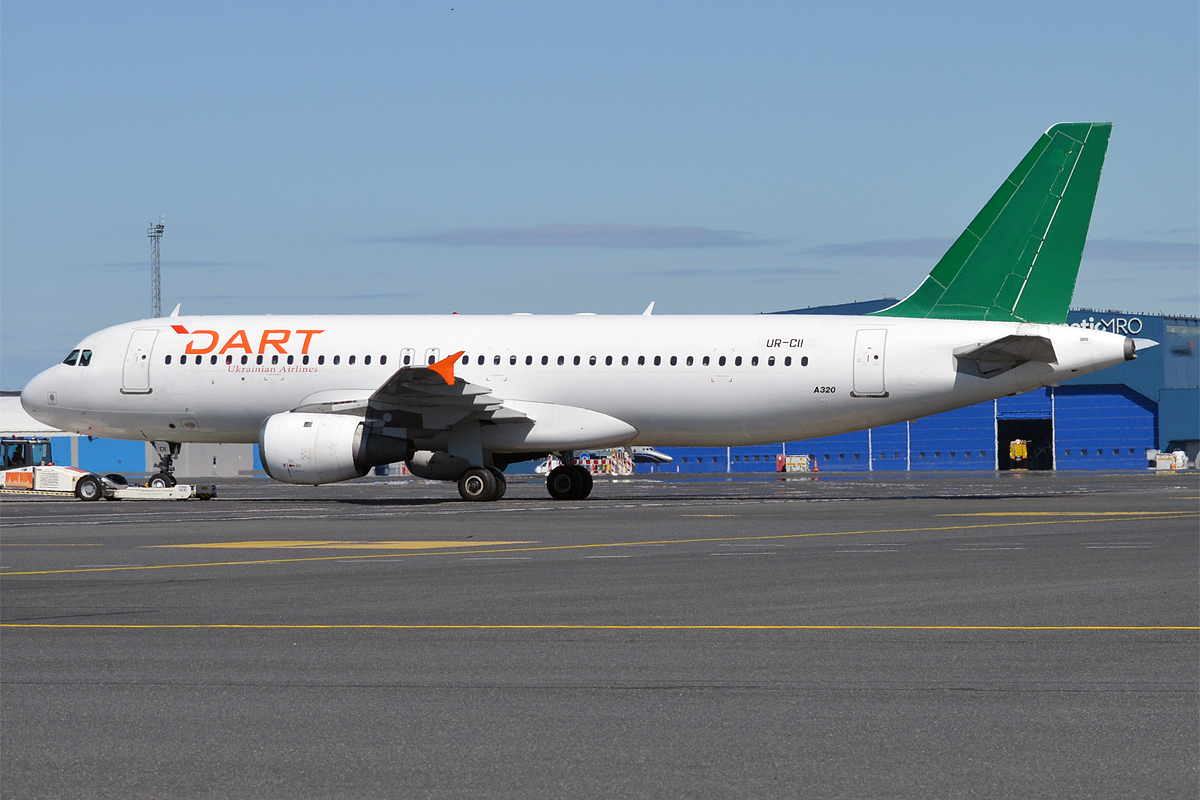
DART Airbus A320 в Таллінському аеропорту

Станом на листопад 2017, флот ДАРТ складався з таких літаків:
| Літак                 | Кількість | Замовлено | Місткість | Примітки               |
| --------------------- | --------- | --------- | --------- | ---------------------- |
| Airbus A319-100       | 1         | —         | 130       |                        |
| Airbus A320-200       | 4         | —         | 180       | 2 не використовується  |
| Airbus A321-200       | 1         | —         |           |                        |
| Boeing 737-400        | 1         | —         | 168       | не використовується    |
| Bombardier Learjet 60 | 1         | —         | 12        | адміністративний літак |
| Загалом               | 8         | —         |           |                        |